# Sisyropa ghani
Sisyropa ghani är en tvåvingeart som beskrevs av Louis-Paul Mesnil 1968. Sisyropa ghani ingår i släktet Sisyropa och familjen parasitflugor.
Artens utbredningsområde är Pakistan. Inga underarter finns listade i Catalogue of Life.